# Un mare di guai (film 1939)
Un mare di guai è un film del 1939 diretto da Carlo Ludovico Bragaglia, tratto dalla commedia teatrale Théodore et Cie scritta da Paul Armont e Nicolas Nancey nel 1909.

## Trama
Il nipote di un ricco industriale si mette in società con un suo amico per vivere di espedienti. Finiti i soldi, i due vendono i biglietti per assistere al passaggio di un sovrano orientale dal balcone del palazzo dello zio, ma tra gli invitati c'è anche un ex fidanzato della moglie di quest'ultimo che inizia ad insospettirsi. L'intervento dei due compari scatenerà una serie di guai.

## Distribuzione
Il film venne distribuito nelle sale italiane dal 28 dicembre 1939. Il 6 settembre 1940 uscì in Germania con il titolo Schlaumeier & Co.

## Critica
Il 1º marzo 1940, Sandro De Feo scrisse su Il Messaggero: «Nutriamo seri dubbi che pellicole come questa siano adatte a mettere il pubblico in stato di effervescenza sia pure semplicemente cutanea. Congestionata ma senza un grano di vera pazzia, vecchia senza essere saporitamente vecchiotta, incredibile eppure prevedibile dal principio alla fine, la farsa riesce a strappare qualche risata soltanto in virtù della durissima corvée di smorfie e contorsioni cui gli attori si sono sottoposti».